# معايرة المنجنيز

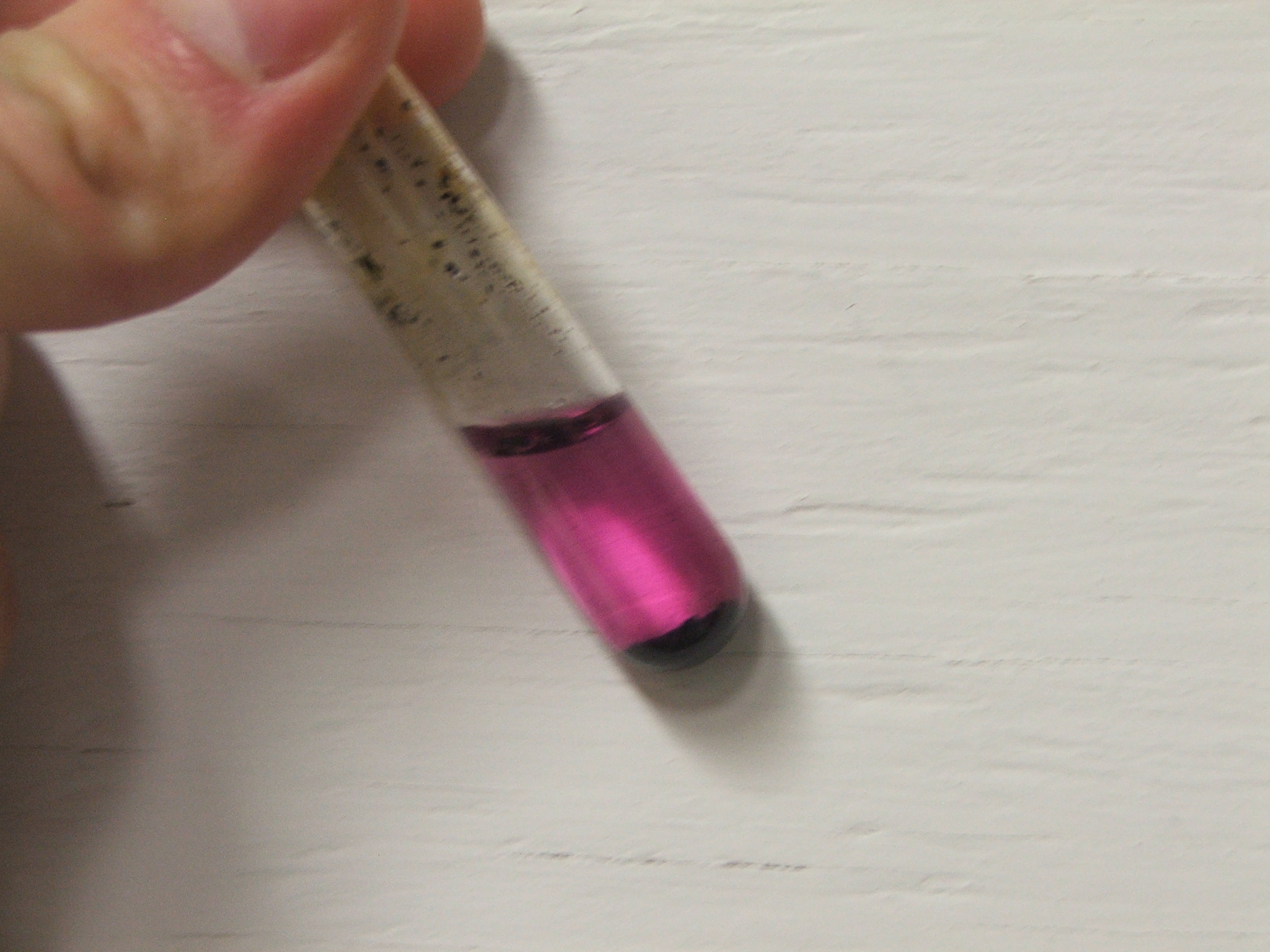

المعايرة بالمنجنيز  في الكيمياء التحليلية (بالإنجليزية: Manganometry)‏ أو «المعايرة بالبرمنجنات» هي طريقة تحليل كيميائي حيث يستخدم برمنجنات البوتاسيوم في معايرة أكسدة-اختزال لا يلزم استخدام كواشف فيها.

## التفاعل
أملاح البرمنجنات MnO4− هي مادة مؤكسدة شديدة لدرجة أنها تؤكسد الكلور في حمض الهيدروكلوريك . وعن تلامس البرمنجنات بمادة قابلة للتأكسد في محلول حمضي تُختزل البرمنجنات إلى أيونات Mn2+ ، طبقا للمعادلة :
{\displaystyle \mathrm {MnO_{4}^{-}\ +\ 8\ H^{+}\ +\ 5\ e^{-}\longrightarrow \ Mn^{2+}\ +\ 4\ H_{2}O} }
يعتمد التفاعل على قيمة الباهاء pH حيث يلزمه توفر عدد من أيونات الهيدروجين .
وتتميز المعايرة بالبرمنجنات بعدم الاحتياج إلى إضافة مؤشر بسبب أن البرمنجنات لها لون بنفسجي قاتم بينما الأيونات الناتجة Mn2+ عديمة اللون . يساعد ذلك على تحديد نقطة تعادل المحلول بدقة .
ويُستخدم غالبا محلول من برمنجنات البوتاسيوم (ذو تركيز دقيق و مخفف) في عملية المعايرة ، حيث يضاف من السحاحة رويدا رويدا إلى المحلول المراد معايرته الموجود في القارورة فيُختزل ويضيع لونه ، عندئذ نكون قد وصلنا إلى نقطة التعادل في التفاعل. وإذا استمر إضافة أيونات MnO4− إلى القارورة فلا تجد تلك أيونات البرمنجنات ما يختزلها ويعود المحلول إلى اكتساب اللون البنفسجي.

## المحلول المعاير
المحلول المعاير هو كل محلول لا نعلم تركيزه، فنقوم بمجموعة من التفاعلات من أجل تحديد تركيزه، وفق عملية المعايرة.

## اقرأ أيضا
- معايرة برومات
- معايرة أكسدة-اختزال
- معايرة
- اختزال
- تفاعل كيميائي
- تفاعل ناشر للحرارة
- توازن كيميائي
- منحنى المعايرة